# Augusta Emerita
La Colonia Iulia Augusta Emerita  fue una antigua ciudad romana fundada en el año 25 a. C. por el legado Publio Carisio por orden de Augusto para asentar a los soldados licenciados (eméritos) de las legiones X Gemina y V Alaudae que habían combatido en las guerras cántabras. Desde ca. 15 a. C. fue la capital de la nueva provincia hispana de Lusitania, y, desde fines del siglo III, la capital de la Diócesis de Hispania. Estuvo adscrita a la tribu Papiria.
Actualmente es la ciudad de Mérida, España. El conjunto arqueológico de Mérida fue declarado como Patrimonio de la Humanidad por la Unesco en 1993.

## Arquitectura y urbanismo

### Teatro romano

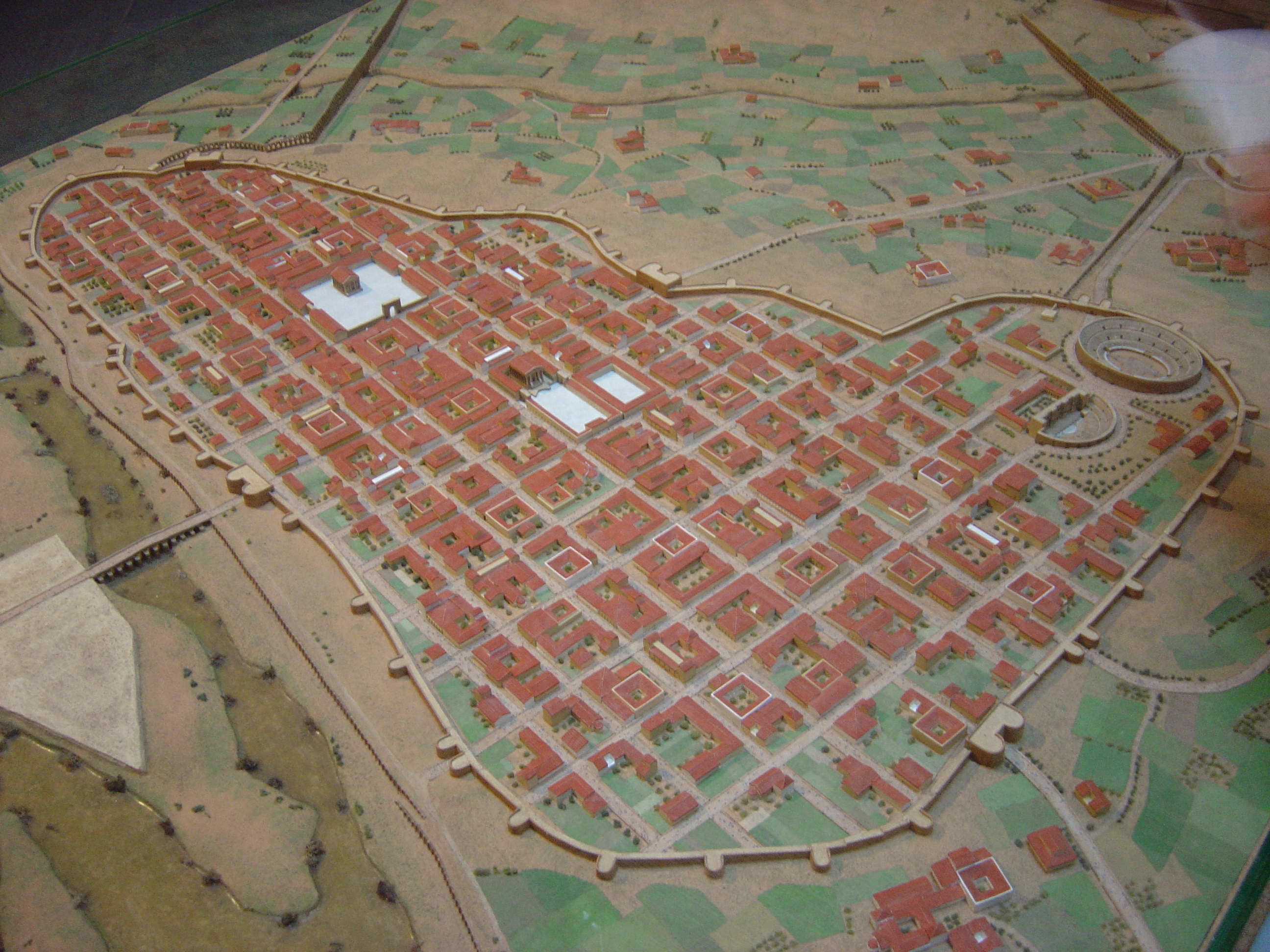
Maqueta en la que se reproduce la estructura urbana de la antigua Augusta Emerita

El teatro es una construcción promovida por el cónsul Marco Vipsanio Agripa. Según fecha inscrita en el propio teatro su construcción se produjo en los años 16 a 15 a. C. El teatro ha sufrido varias remodelaciones, la más importante, a finales del siglo I o principios del siglo II, posiblemente en época del emperador Trajano, cuando se levantó la actual fachada o frente de escena, y otra en época de Constantino entre los años 330 y 340, introduciéndose nuevos elementos arquitectónicos-decorativos y construyéndose una calzada que rodea el monumento. Tras el abandono propiciado por el cristianismo a causa de la inmoralidad del teatro, este se abandona y cubre de tierra, quedando solamente visible la zona superior del graderío (summa cavea). La imaginación popular la denominó "Las Siete Sillas", porque según la tradición se sentaron en ella diversos reyes moros para decidir los destinos de la ciudad. 

### Anfiteatro romano

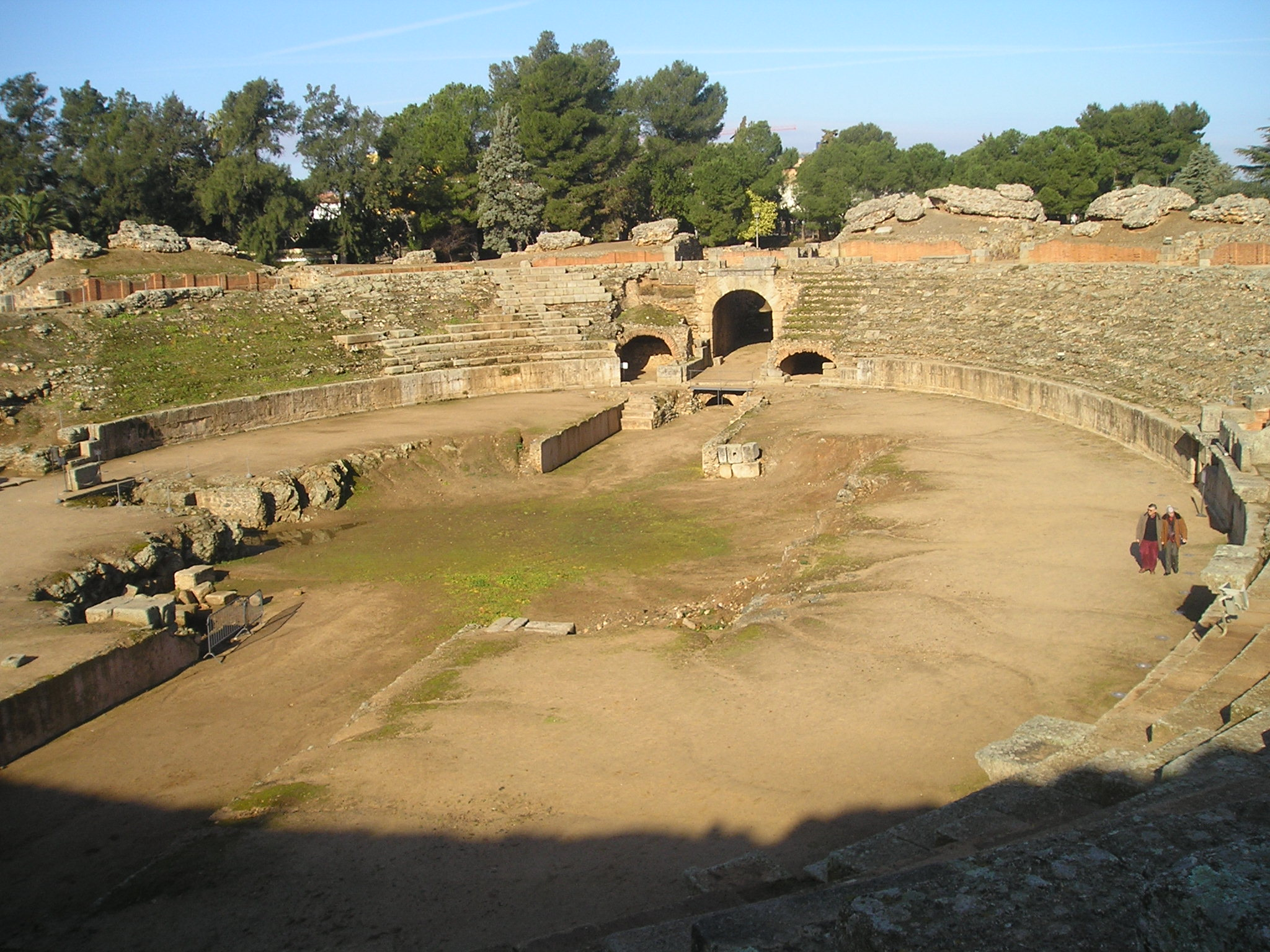
El Anfiteatro de Mérida.

Construcción más del gusto popular que el teatro, fue inaugurado en 8 a. C. Este edificio estaba destinado a las luchas entre gladiadores, entre fieras o entre hombres y fieras. Es un edificio formado por una arena central de forma elíptica rodeada de un graderío capaz para 15 000 espectadores divididos, al igual que en el teatro en tres zonas. De estas tres zonas solo se conserva en la actualidad la inferior ya que las dos superiores fueron utilizadas, tras su caída en desuso, como cantera para las construcciones adyacentes.

### Circo romano

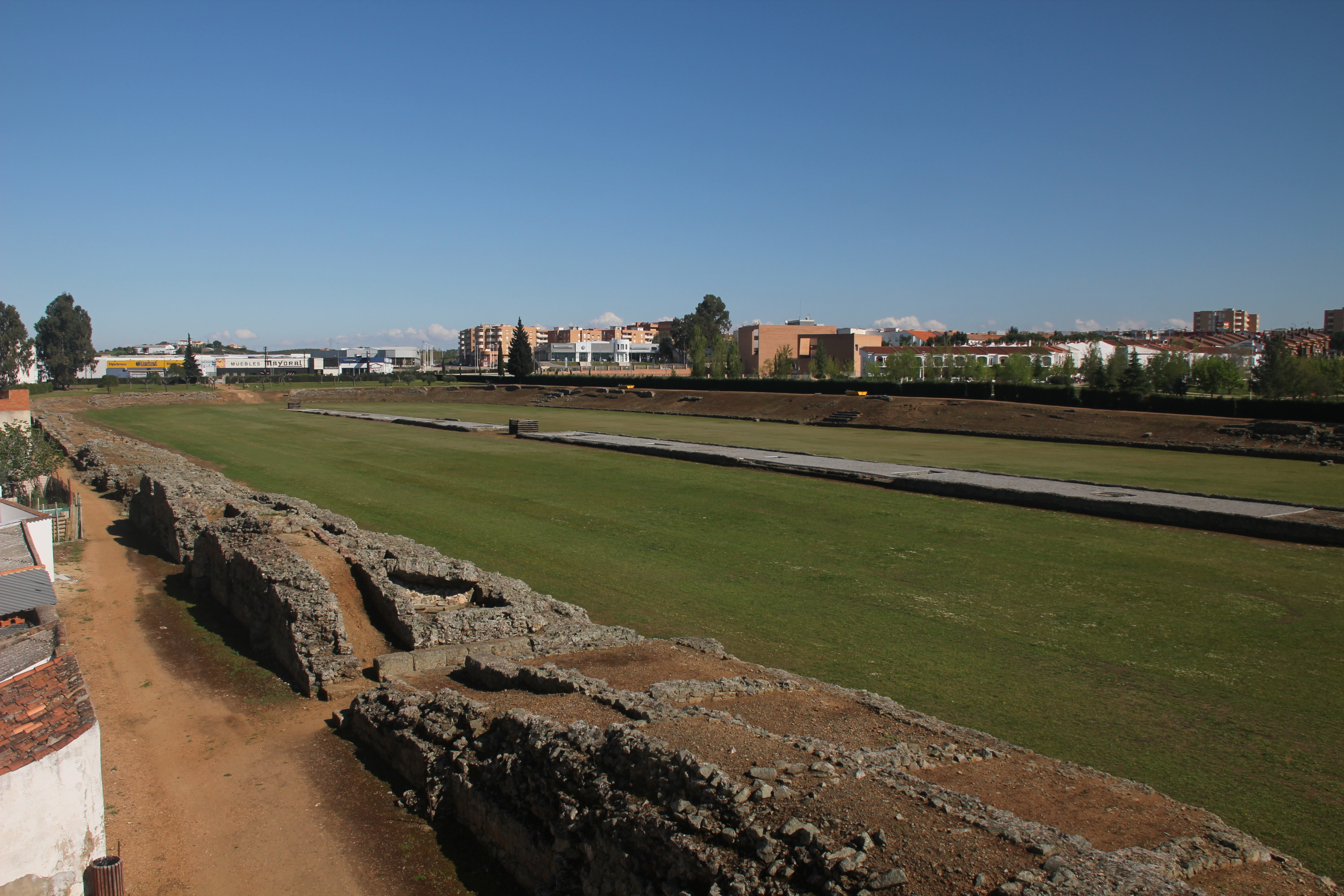
El Circo romano de Mérida.

Con sus más de 400 m de longitud y 100 m de anchura era el mayor de los edificios de espectáculos de la ciudad y, junto con el anfiteatro, era el que gozaba de los favores de un público más dado a emociones fuertes que a cultas obras teatrales. Debido a sus grandes dimensiones se encontraba fuera del recinto amurallado, al lado de las calzadas que unían Emérita con Corduba (Córdoba) y Toletum (Toledo). Este monumento es totalmente visitable.
Tenía un aforo de unos 30 000 espectadores distribuidos en un graderío con la ya clásica división en cáveas marcada por las diferentes procedencias sociales de sus ocupantes. Su construcción data de principios del siglo I. Posiblemente durante la época de Tiberio. El recinto posee una arena central donde se efectuaban las competiciones, en cuyo centro se encontraba una valla central llamada spina de una longitud de 223 m y una anchura de 8,5 m y decorada con monolitos y otros motivos. Uno de los espectáculos favoritos eran las carreras de bigas (dos caballos) y cuadrigas (cuatro caballos). Los conductores de los carros, llamados aurigas, eran personajes muy populares, y muchos de ellos fueron inmortalizados en pinturas y mosaicos. Actualmente el Circo romano de Mérida posee un recién construido centro de interpretación, que permite un mejor entendimiento de la estructura del monumento antes de entrar en él.

### Puente romano sobre el Guadiana

El puente romano de Mérida.

Se puede considerar, de algún modo, como el origen de la ciudad y, en todo caso, el que marca su trazado siendo prolongación de una de las arterias principales de la colonia, el Decumanus Maximus. La situación del puente está cuidadosamente seleccionada en un vado del río Guadiana que ofrece como punto de apoyo una isla central que lo divide en dos cauces. La estructura original no ofrecía la continuidad de la actual, ya que estaba compuesto por dos tramos de arcos que se unían en la isla, donde había un gran tajamar. Este fue sustituido por varios arcos en el siglo XVII, después de que una riada fechada en 1603 derribara parte de la estructura. En época romana se amplió en longitud varias veces, añadiéndose por lo menos cinco tramos de arcos consecutivamente para que el camino no se cortara en las periódicas crecidas del Guadiana. Eso ha hecho que esta obra llegue a los 792 m de largo, uno de los mayores que se conservan de ese momento.

### Acueducto de Los Milagros

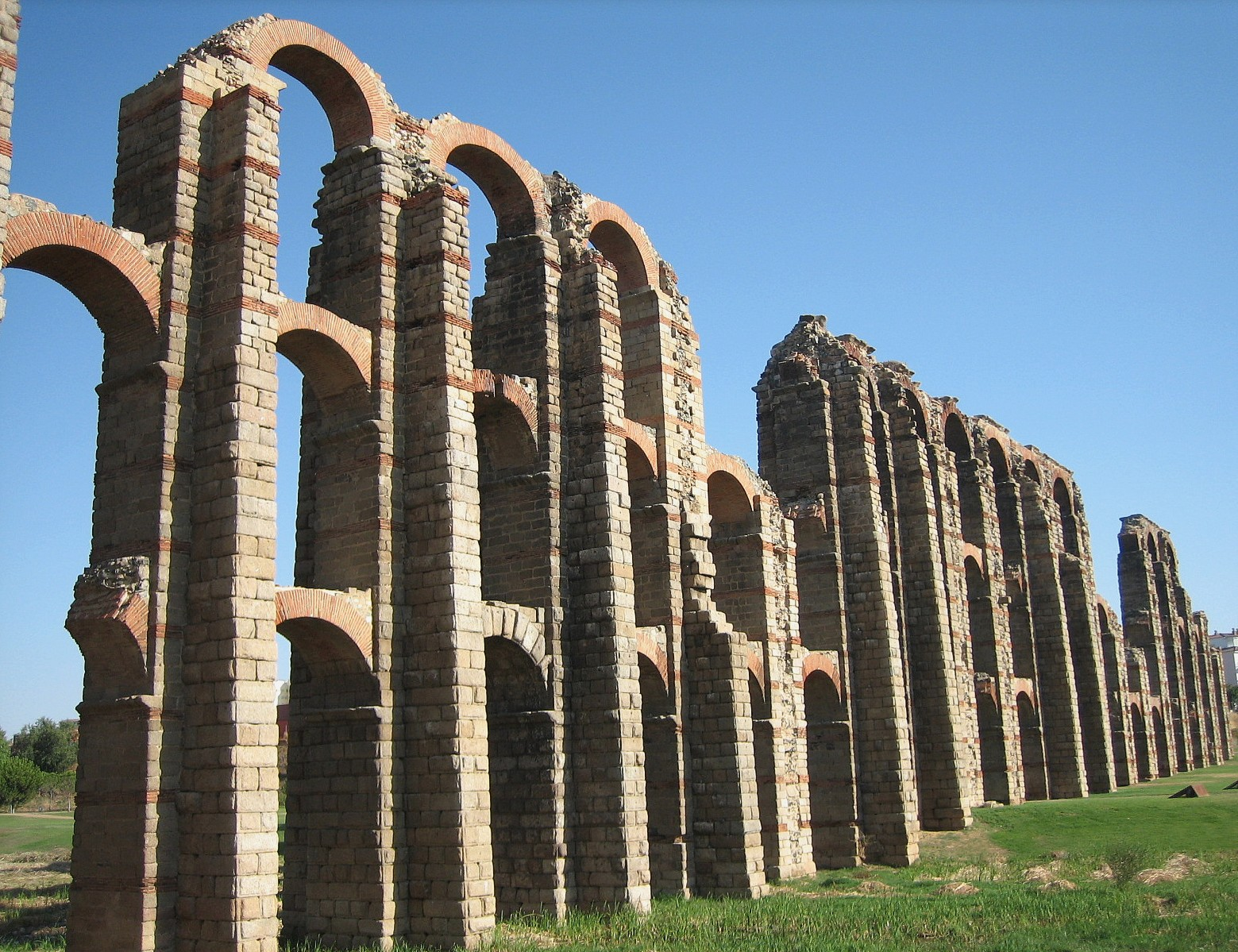
Acueducto de los Milagros

Formaba parte de la conducción que traía el agua a Mérida desde el embalse de Proserpina situado a 5 km de la ciudad. Data de inicios del I d. C. La arquería se encuentra actualmente bastante bien conservada, sobre todo el tramo que salva el valle del río Albarregas. Se le conoce con este nombre, debido a que parece un milagro que aún siga en pie.

### Acueducto de Rabo de Buey-San Lázaro
Traía el agua de arroyos y manantiales subterráneos situados al norte de la ciudad, se conserva bastante bien la conducción subterránea pero de la arquería construida para salvar el valle del Albarregas solo quedan tres pilares y sus correspondientes arcos próximos al monumento del circo romano y a otro acueducto del siglo XVI, en el que se utilizó el material del acueducto romano para su construcción.

### Templo de Diana
El Templo de Mérida, conocido popularmente como "Templo de Diana", es un templo consagrado al culto imperial y no a la diosa Diana. Edificio perteneciente al foro municipal de la ciudad. Es uno de los pocos de carácter religioso que se conserva en un estado satisfactorio. A pesar de su nombre, erróneamente asignado en su descubrimiento, el edificio estaba dedicado al culto imperial. Su construcción data de finales del siglo I a. C. o principios del I d. C, en la época augustea.

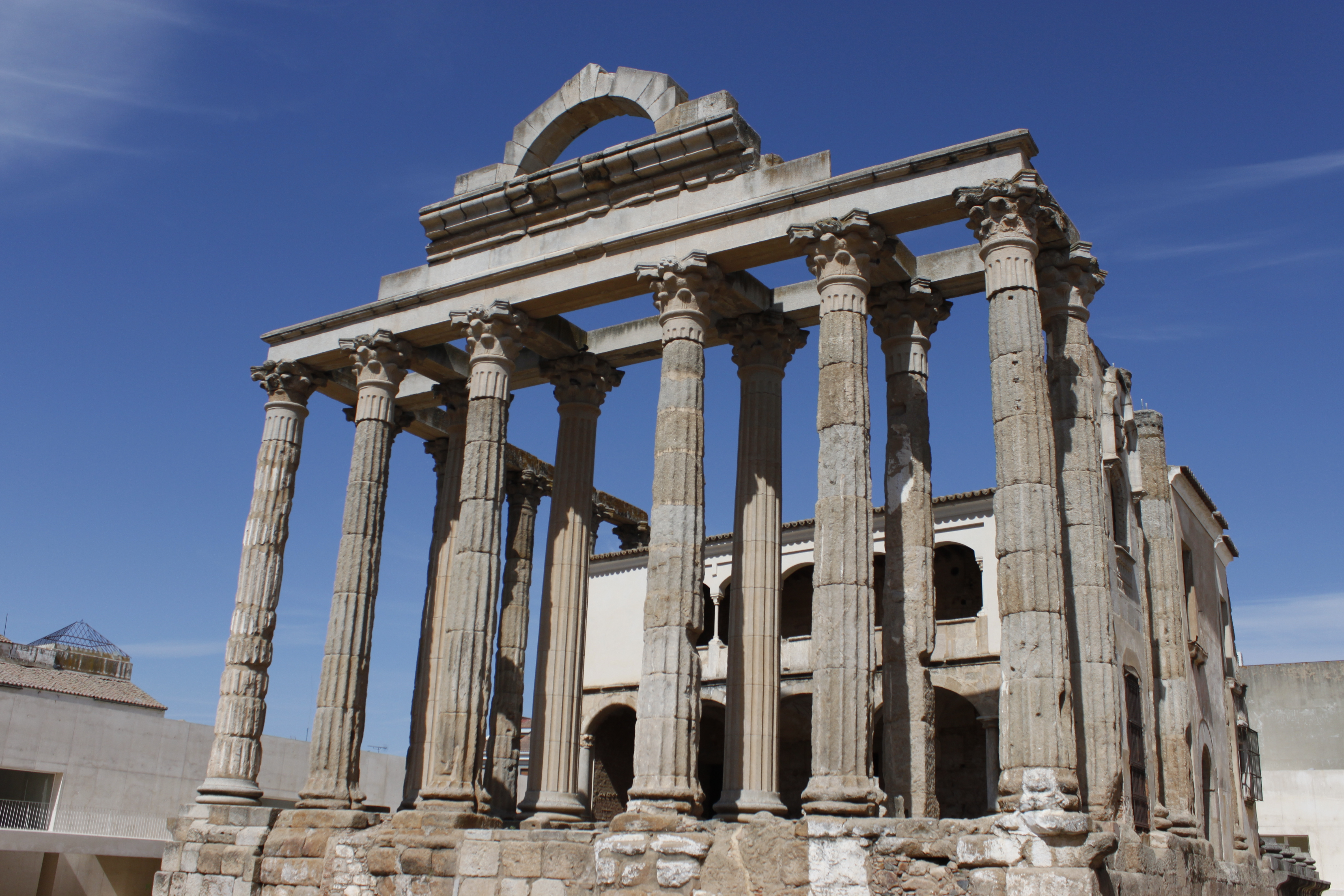
Templo de Diana (Mérida).

De planta rectangular, y rodeado de columnas, tiene el frente orientado al foro. Este frontal estaba formado por un conjunto de seis columnas rematadas en un frontispicio. A la conservación actual del edificio contribuyó el haber estado incorporado al Palacio del conde de los Corbos, de estilo renacentista y cuyos restos pueden apreciarse aún en la sala interior del templo. En su construcción se emplearon principalmente materiales graníticos.

### Arco de Trajano
El Arco de Tiberio, conocido popularmente como "Arco de Trajano", ya que en su momento se llegó a pensar que era un arco triunfal. Arco de entrada, posiblemente, al foro provincial. Estaba situado en el Cardo Maximus, una de las vías principales de la ciudad y comunicaba este foro con el municipal. En su época estaba recubierto por mármol.
Hecho a base de granito, y forrado en mármol en su origen, mide 13,97 m de alto, 5,70 m de ancho y 8,67 m correspondientes a la luz del arco. Se cree que tiene un carácter triunfal, aunque también pudo servir como antesala del Foro Provincial. Inmerso en la maraña constructiva moderna y enmascarado por las casas vecinas, este arco se yergue majestuoso y admirado por viajeros e historiadores de todos los tiempos. Su denominación es arbitraria, dado que la inscripción conmemorativa se perdió siglos atrás.

### Casa del Mitreo
Hallada fortuitamente a comienzos de la década de 1960, se encuentra situada en la falda meridional del cerro de San Albín. Su nombre se debe a la vinculación en su momento de unos restos dedicados al culto a Mitra.

### Necrópolis
Con esta denominación se conocen dos construcciones funerarias, realizadas a cielo abierto, situadas extramuros de la ciudad romana, de tipología "bustae", que no se asemeja a la de "columbarios".

## Otros monumentos y lugares de interés

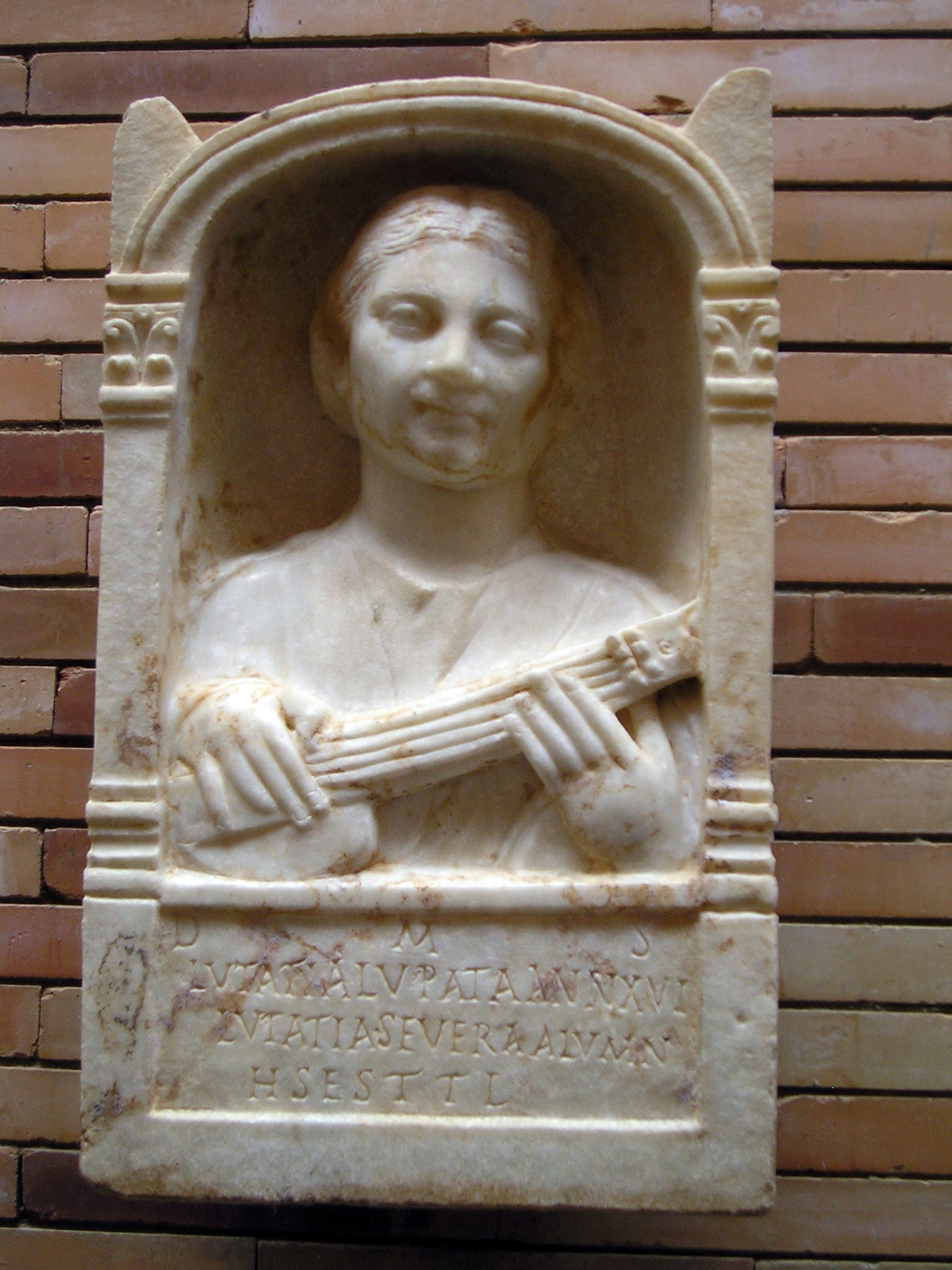
Estela funeraria de Lutatia Lupata procedente de la necrópolis de Augusta Emerita y conservada en el Museo Nacional de Arte Romano.

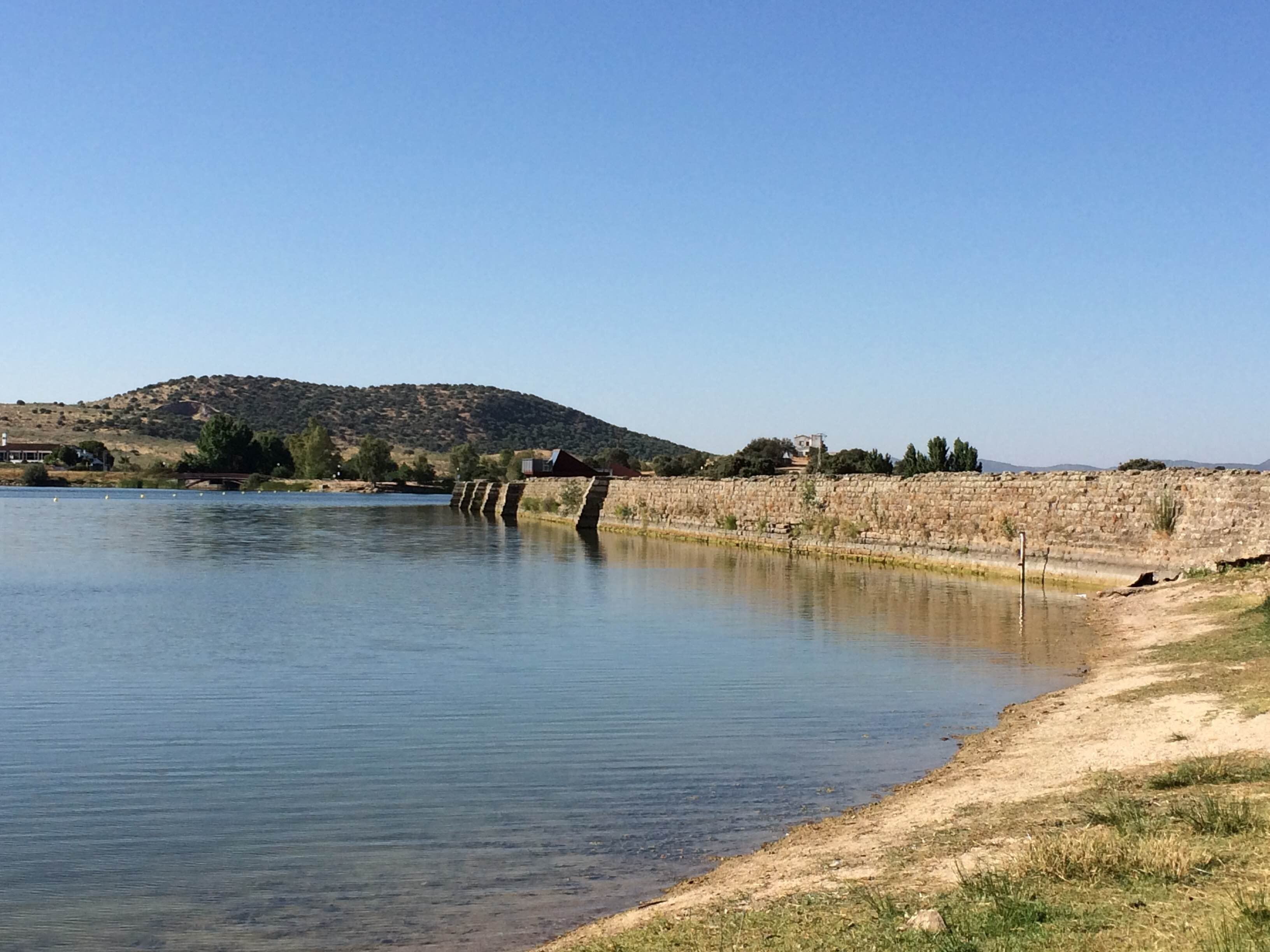
Embalse de Proserpina, ubicado 5 km al norte de Mérida.

- Casa del anfiteatro. Denominada así por situarse junto al anfiteatro. Convendría destacar que en realidad lo descubierto es un conjunto de dos casas: la denominada "Casa de la Torre del Agua", y por otro lado la propiamente dicha "Casa del anfiteatro".
- Yacimiento arqueológico de Morerías. Restos de un barrio romano y de un barrio árabe. Sobre él se erige el vanguardista edificio de Morerías, sede de varias consejerías de la Junta de Extremadura.
- Puente romano sobre el río Albarregas. Su edificación se realizó en época de Augusto, con el fin de salvar las aguas del río Albarregas antes de desembocar en el río Guadiana a escasamente unos cientos de metros río abajo. De aquí partía la Vía de la Plata hacia Astorga. Tiene 145 metros de longitud.
- Pórtico del Foro. Erigido en el siglo I. Fue restaurado en el siglo pasado sobre la base de algunos de los hallazgos encontrados en el lugar, muchos de los cuales se conservan en el Museo Nacional de Arte Romano. El monumento consta de un edificio porticado con un muro donde se albergan diversas hornacinas destinadas a estatuas encontradas en este lugar. Se encuentra en las proximidades del Templo de Diana, en uno de los dos foros que poseía Mérida: uno local y otro provincial situados en el Cardus Maximus.
- Termas romanas de San Lázaro. Estas termas situadas en el Parque Lineal de San Lázaro, las disfrutaban los ciudadanos de alta alcurnia que acudían a los eventos celebrados en el Circo Romano.
- Termas romanas y pozo de nieve de la C/ Reyes Huertas. Usado por los romanos como pozo de nieve y termas de agua fría, es único en el Imperio romano. También fue usado para almacenamiento de productos perecederos.
- Castellum aquae. Situado en lo alto de la calle Calvario, era el final del Acueducto de Los Milagros y el principio de la distribución del agua por toda el tejido urbano de la ciudad.
- Embalses de Proserpina y Cornalvo. En las cercanías de Mérida encontramos los que pudieran ser los embalses más antiguos de España: pantano del parque natural de Cornalvo y embalse de Proserpina, en torno al cual se ha erigido una urbanización del extrarradio emeritense y es lugar de ocio en temporada estival, que tradicionalmente se han considerado de origen romano, si bien en la actualidad algunos estudiosos defienden su origen medieval.